# Haworthia violacea
Haworthia violacea är en grästrädsväxtart som beskrevs av M. Hayashi. Haworthia violacea ingår i släktet Haworthia och familjen grästrädsväxter. Inga underarter finns listade i Catalogue of Life.